# Northern Ireland Screen
Northern Ireland Screen — національне кіноагентство Північної Ірландії. Мета агентства — сприяти розвитку сталої індустрії виробництва кіно, анімації та телебачення.

## Історія
Northern Ireland Screen засновано як Північноірландська рада з питань кіно у 1989 році, згодом — Комісія з питань кіно і телебачення Північної Ірландії (1997).
Агентство фінансується спільно Департаментом культури, мистецтв і дозвілля, організацією Invest Northern Ireland та Британською радою з питань кіно. Рада у справах мистецтв Північної Ірландії делегувала Northern Ireland Screen адміністрування лотерейного фінансування фільмів у Північній Ірландії.
Northern Ireland Screen відповідає за Фонд мовлення ірландською мовою у розмірі 12 мільйонів фунтів стерлінгів. Мета фонду — забезпечити збільшення ірландськомовного мовлення в Північній Ірландії на каналах BBC та TG4.